# Phygadeuon aciculatus (Provancher)
Phygadeuon aciculatus is een insect dat behoort tot de orde vliesvleugeligen (Hymenoptera) en de familie van de gewone sluipwespen (Ichneumonidae). De wetenschappelijke naam van de soort werd voor het eerst geldig gepubliceerd in 1882 door Léon Abel Provancher.